# Миглишта
Миглишта́ (болг. Мъглища) — село в Смолянській області Болгарії. Входить до складу общини Мадан.

## Населення
За даними перепису населення 2011 року у селі проживали 256 осіб.
Національний склад населення села:
| Національність   | Кількість осіб | Відсоток |
| ---------------- | -------------- | -------- |
| болгари          | 167            | 72,0%    |
| турки            | 36             | 15,5%    |
| цигани           | 0              | 0%       |
| інша             | 22             | 9,5%     |
| не визначились   | 7              | 3,0%     |
| Всього відповіли | 232            |          |

Розподіл населення за віком у 2011 році:
Динаміка населення: